# Wendy Schaeffer
Pour les articles homonymes, voir Schaeffer.
Wendy Schaeffer (né le 16 septembre 1974 à Adélaïde) est une cavalière australienne de concours complet d'équitation, sacrée championne olympique aux Jeux d'été de 1996.